# Kwethluk
Kwethluk ist eine Ortschaft im Bethel Census Area im US-Bundesstaat Alaska, die den Status einer City besitzt. Laut Volkszählung im Jahr 2019 hatte sie eine Einwohnerzahl von 762 auf einer Fläche von 30,3 km². Die Bevölkerungsdichte liegt bei 28 pro km².
Die Ortschaft liegt an der Mündung des Kwethluk in den Kuskokwim River im Yukon-Kuskokwim-Delta, etwa 20 km östlich von Bethel.

## Geschichte
Archäologische Funde nahe der heutigen Ortschaft weisen auf eine Besiedlung der Gegend seit prähistorischen Zeiten hin. Im späten 19. Jahrhundert siedelten sich Familien aus vier am Kwethluk River gelegenen Dörfern in Kwethluk an.
Die Herrnhuter Brüdergemeine errichtete 1896 eine Kapelle. 1912 entstand eine russisch-orthodoxe Kirche.
Goldfunde in einem nahe gelegenen Bach lockten 1909 Prospektoren in die Gegend. Das Vorkommen war jedoch bereits 1911 erschöpft. An einer weiteren Fundstelle am Oberlauf des Kwethluk River wurde bis zum Zweiten Weltkrieg Gold gewaschen.
Das Bureau of Indian Affairs errichtete 1924 eine Schule mit Unterkünften für die Lehrer. 1947 folgte eine Postfiliale und 1948 ein Kaufladen, der sich im Besitz von Ureinwohnern befand. 1956 wurde eine Landebahn angelegt.
1975 erhielt Kwethluk die Stadtrechte.

## Transport
Der Flugplatz Kwethluk liegt 2300 Meter südsüdwestlich von Kwethluk. Die letzten Linienflüge wurden im März 2017 eingestellt.